# Виллер-сюр-Бар
Вилле́р-сюр-Бар (фр. Villers-sur-Bar) — коммуна во Франции, находится в регионе Шампань — Арденны. Департамент коммуны — Арденны. Входит в состав кантона Западный Седан. Округ коммуны — Седан.
Код INSEE коммуны — 08481.
Коммуна расположена приблизительно в 210 км к северо-востоку от Парижа, в 90 км северо-восточнее Шалон-ан-Шампани, в 14 км к юго-востоку от Шарлевиль-Мезьера.

## Население
Население коммуны на 2008 год составляло 253 человека.
| 1962 | 1968 | 1975 | 1982 | 1990 | 1999 | 2008 |
| ---- | ---- | ---- | ---- | ---- | ---- | ---- |
| 190  | 168  | 183  | 198  | 252  | 235  | 253  |

## Администрация
| Период | Период | Фамилия          | Партия | Должность |
| ------ | ------ | ---------------- | ------ | --------- |
| 1981   | 1987   | Мари-Франс Герен |        |           |
| 1987   | 1992   | Брюно Вельпри    |        |           |
| 1992   | 2008   | Мишель Бальбиани |        |           |
| 2008   |        | Валери Вари      |        |           |

## Экономика
В 2007 году среди 171 человек в трудоспособном возрасте (15—64 лет) 122 были экономически активными, 49 — неактивными (показатель активности — 71,3 %, в 1999 году было 69,3 %). Из 122 активных работали 114 человек (61 мужчина и 53 женщины), безработных было 8 (2 мужчин и 6 женщин). Среди 49 неактивных 18 человек были учениками или студентами, 19 — пенсионерами, 12 были неактивными по другим причинам.

## Достопримечательности
- Церковь Сен-Реми XIII века, восстановлена в XVII веке, содержит витражи XVIII века, на которых изображено крещение короля Хлодвига в Реймсе.

## Фотогалерея
- Виллер-сюр-Бар
- Виллер-сюр-Бар
- Мэрия
- Церковь Сен-Реми